# Municipio de Bridgeport (Míchigan)
El municipio de Bridgeport (en inglés: Bridgeport Township) es un municipio ubicado en el condado de Saginaw en el estado estadounidense de Míchigan. En el año 2010 tenía una población de 10514 habitantes y una densidad poblacional de 116,42 personas por km².

## Geografía
El municipio de Bridgeport se encuentra ubicado en las coordenadas 43°20′51″N 83°52′30″O / 43.34750, -83.87500. Según la Oficina del Censo de los Estados Unidos, el municipio tiene una superficie total de 90.31 km², de la cual 89.17 km² corresponden a tierra firme y (1.26%) 1.14 km² es agua.

## Demografía
Según el censo de 2010, había 10514 personas residiendo en el municipio de Bridgeport. La densidad de población era de 116,42 hab./km². De los 10514 habitantes, el municipio de Bridgeport estaba compuesto por el 67.9% blancos, el 25.44% eran afroamericanos, el 0.54% eran amerindios, el 0.36% eran asiáticos, el 0.01% eran isleños del Pacífico, el 2.98% eran de otras razas y el 2.77% pertenecían a dos o más razas. Del total de la población el 9.89% eran hispanos o latinos de cualquier raza.